# Loek Koopmans
Loek Koopmans (Haarlem, 16 mei 1943 – 14 februari 2024) was een Nederlands illustrator.

## Biografie

### Jeugd en opleiding
Loek Koopmans werd geboren in Haarlem maar groeide op in Arnhem. Hij wist als kind af aan dat hij tekenaar wilde worden. Koopmans bleef wegens leerproblemen een extra jaar op de basisschool zitten. Hierna ging hij naar de Academie voor beeldende kunsten in Arnhem waar hij een opleiding deed tot grafisch ontwerper. Hij werkte hierna een tijdje bij een reclamebureau.

### Werkzaamheden
In 1972 werd Koopmans freelance illustrator en begon met het maken van tekeningen voor de tijdschriften "Okki", "Taptoe" en "Bobo" en maakte daarnaast ook educatieve boeken. Later begon hij ook met het maken van illustraties voor prentenboeken. Ook maakte hij vele schilderijen, zowel stillevens als portretten en ruimtelijk werk. Koopmans maakte eveneens illustraties voor zowel Nederlandstalige als Engels-, Japans- en Duitstalige prentenboeken.
Koopmans overleed op 80-jarige leeftijd.